# Johannes van Straaten

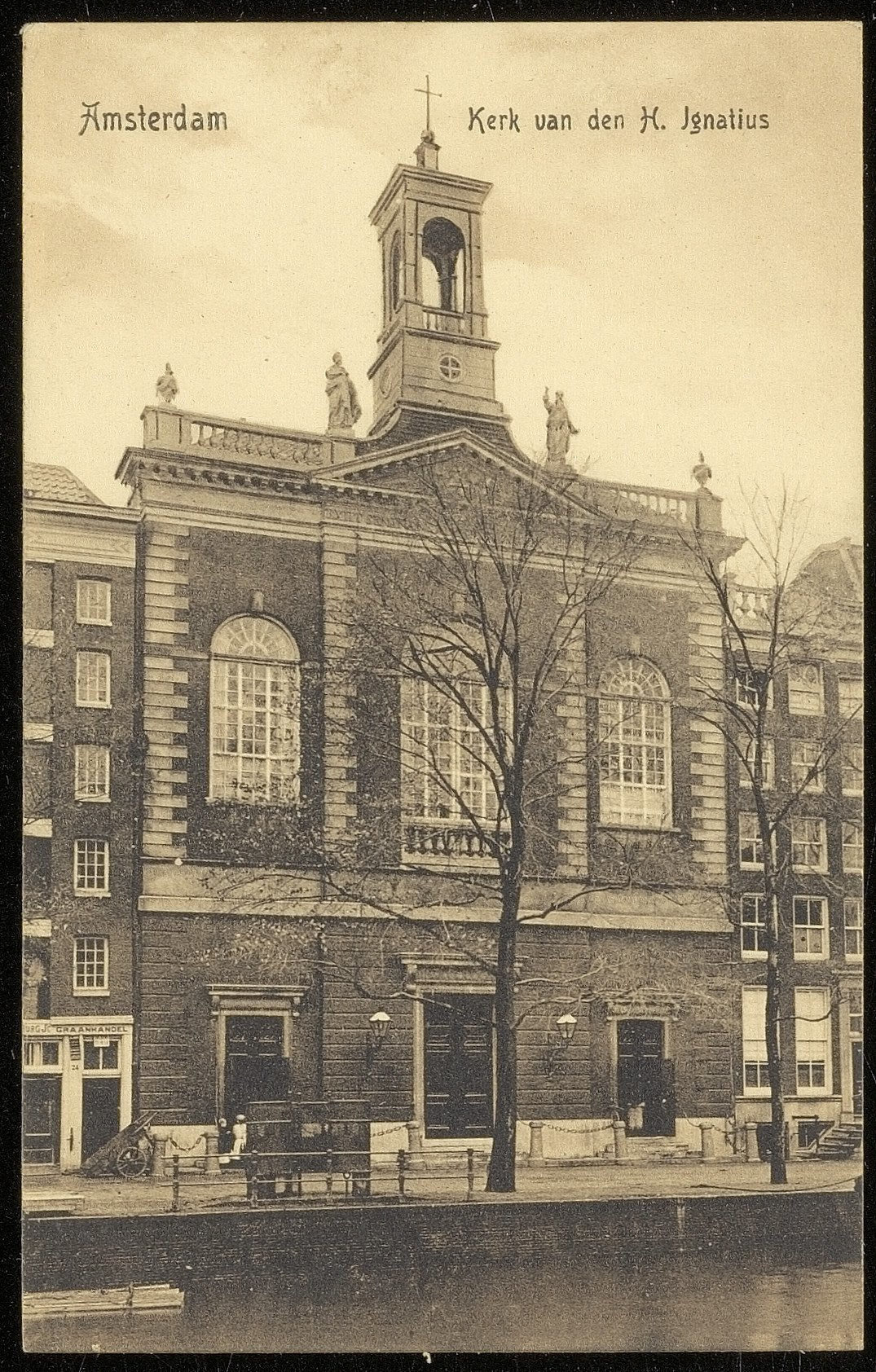
De Zaaierkerk aan de Amsterdamse Keizersgracht

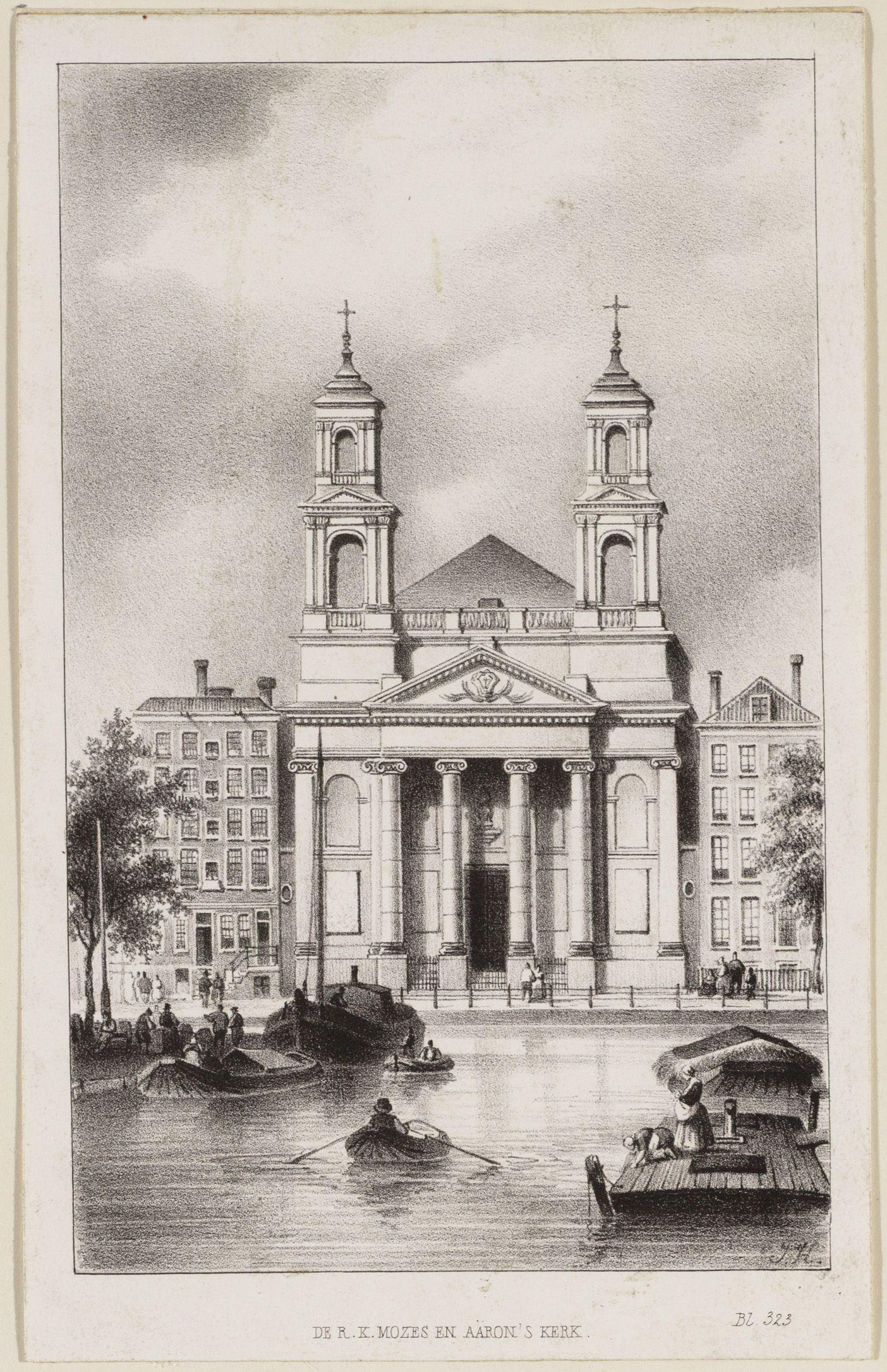
De Mozes en Aäronkerk in Amsterdam. Litho van Johannes Hilverdink uit 1844

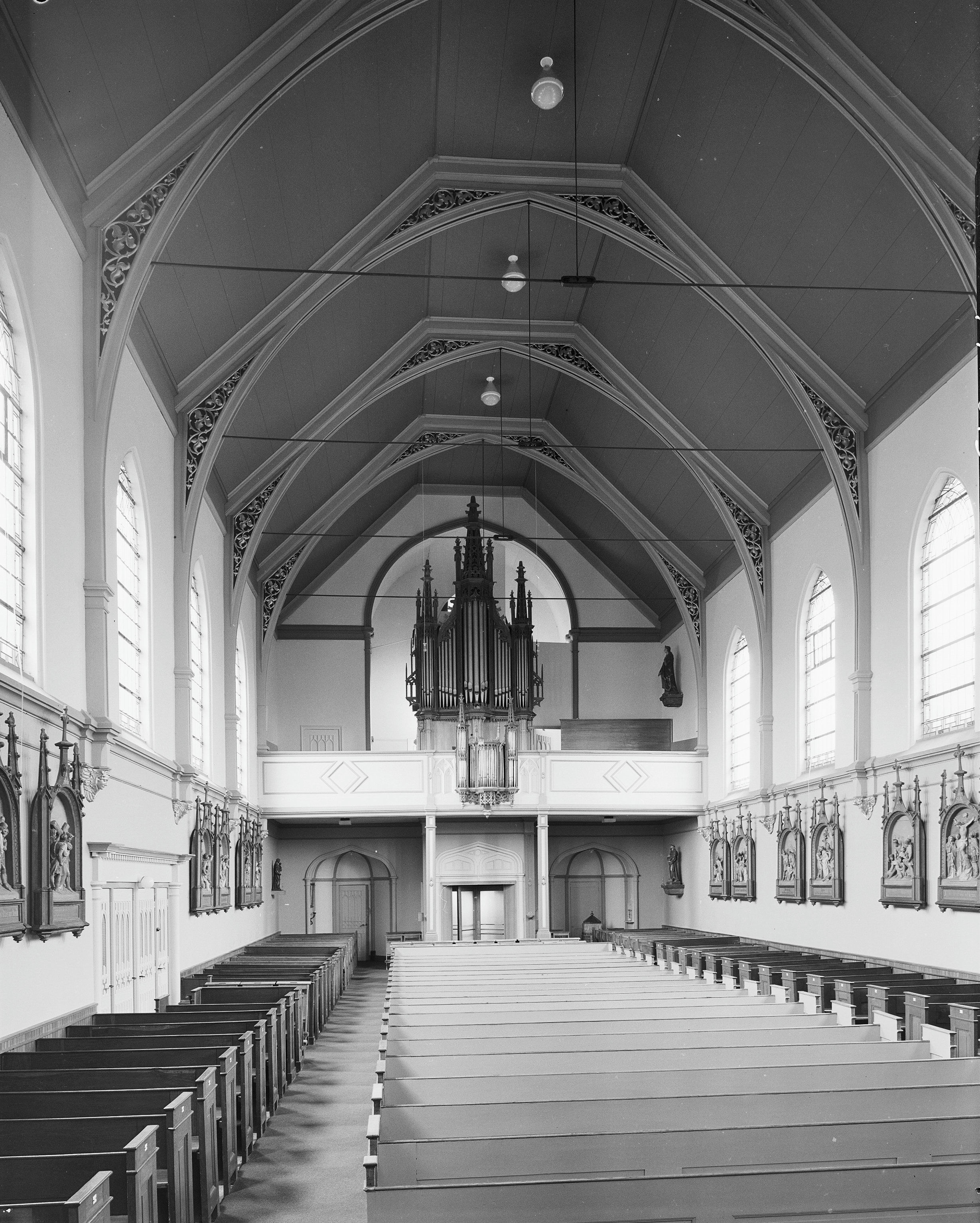
De St. Bonifatius in De Rijp

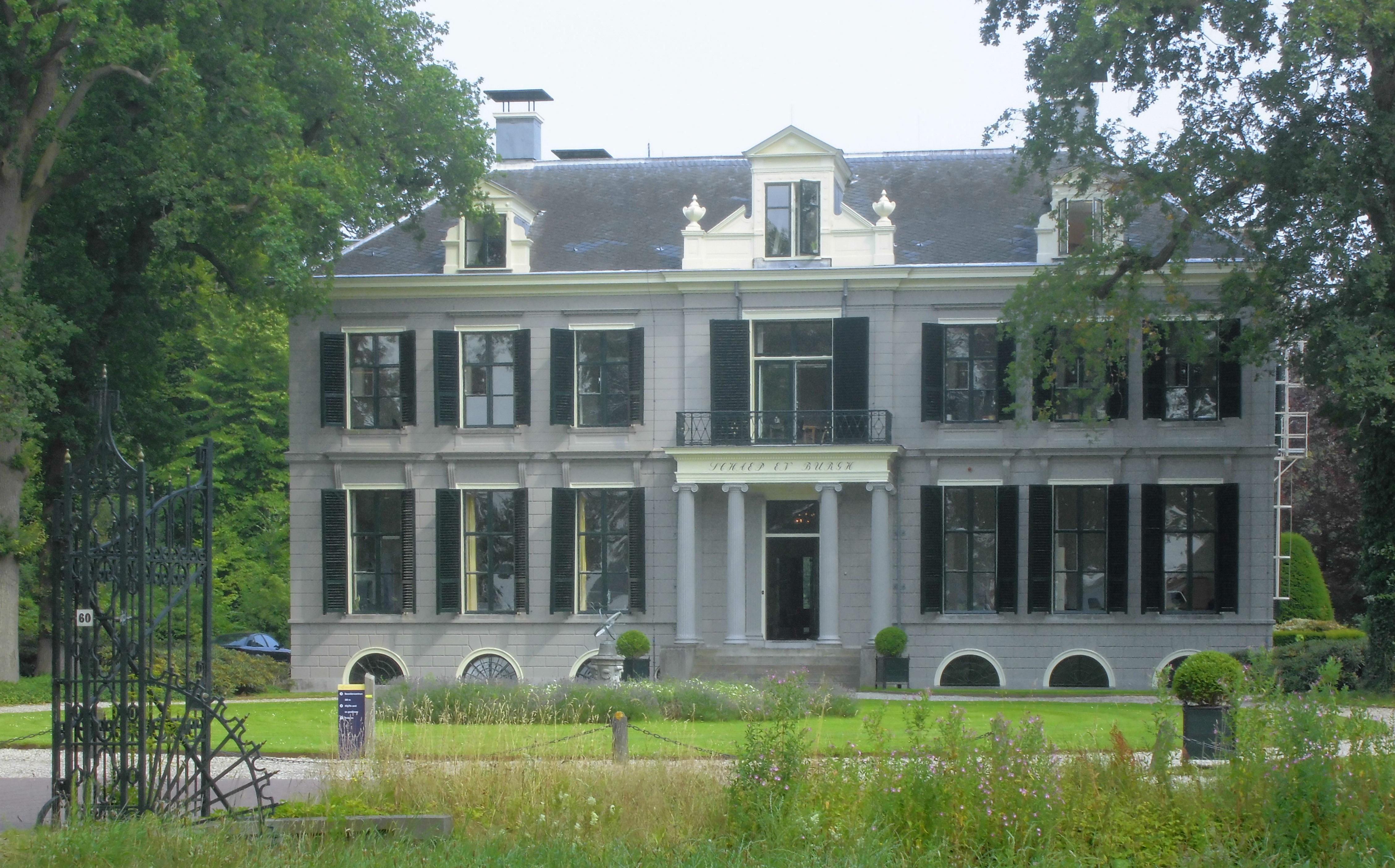
De buitenplaats Schaep en Burgh in 's-Graveland

Johannes van Straaten (Utrecht 31 oktober 1781 - Amsterdam 20 februari 1858) was een rooms-katholieke Nederlandse timmerman, makelaar, aannemer en architect, vooral werkzaam in Amsterdam. Niet te verwarren met zijn achterkleinzoon Jacobus Augustinus van Straaten (1862-1920), die eveneens architect was.

## Levensloop
Geboren in Utrecht, vestigde Van Straaten zich in 1806 in Amsterdam. Hij was gehuwd met Maria Nederkoorn. Zijn dochter Catharina Hendrica van Straaten (1813-1862) trouwde in 1837 met de makelaar en architect Wilhelmus Jacobus Johannes Offenberg (1812-1873). 
Behalve als praktiserend bouwmeester liet Van Straaten ook al vroeg als auteur over bouwkundige vraagstukken van zich horen (zie publicatielijst). Zijn belangrijkste publicatie vormde De Vignola der ambachtslieden (1825), een  vertaling van een werk van de Franse architect Charles Pierre Joseph Normand (1765-1840) uit 1823, die twee maal zou worden herdrukt.
Zijn Afbeeldingen van antieke en moderne bouwkundige voorwerpen bevatte, naast een aantal imposante bekroonde inzendingen voor contemporaine Franse academische prijsvragen, een voor Nederland unieke collectie bouwtekeningen van gebouwen uit de Griekse en Romeinse Oudheid. Daarbij maakte hij veelvuldig gebruik van bekende buitenlandse plaatwerken, zoals o.m. Les Édifices antiques de Rome (1682) van Antoine Desgodets en The Antiquities of Athens (1762) van James 'Athenian' Stuart en Nicholas Revett.
In 1818 richtte Van Straaten de Maatschappij tot Aanmoediging der Bouwkunde op, die mede als gevolg van de afscheiding van België rond 1830 ter ziele ging. In 1842 was Van Straaten samen met de Amsterdamse architect Gerrit Moele jr. een van de initiatiefnemers tot oprichting van de opvolger daarvan, de Maatschappij tot Bevordering der Bouwkunst, waarvan hij ook bestuurslid werd. In 1855 werd hij benoemd tot erelid van het nieuw gestichte genootschap Architectura et Amicitia.

## Kerkbouw
Samen met zijn schoonzoon W.J.J. Offenberg bouwde Van Straaten de neoclassicistische St. Ignatiuskerk (De Zaaier) aan de Amsterdamse Keizersgracht (1835-1837), die na de sluiting in 1929 tot een pakhuis werd verbouwd en zijn torentje verloor.
Aansluitend bouwde Van Straaten de Mozes en Aäronkerk (St. Antonius van Padua) aan het huidige Waterlooplein (1837-1841) naar ontwerp van Tieleman Franciscus Suys. Daarvoor had hij mogelijk samen met Offenberg ook een eigen ontwerp geleverd, op basis van eerdere plannen van stadsarchitect Jan de Greef uit ca.1828 voor een katholieke kathedraal op de Nieuwmarkt.
Later zou hij samen met Offenberg de plannen leveren voor de St. Bonifatius in De Rijp, die na zijn dood van 1860-1863 zou worden gebouwd; in 1866 verrees eveneens de bijbehorende pastorie.

## Profane bouwwerken
In Amsterdam bouwde Van Straaten het Leesmuseum aan het Rokin (1820, in 1902 gesloopt voor het nog bestaande van Christiaan Posthumus Meyjes sr. en de Winkel van Sinkel aan de Nieuwendijk (1821, eveneens gesloopt). 
In 1838 vergrootte hij het uit 1705 daterende katholieke jongensweeshuis aan de Lauriergracht met een extra noordelijke vleugel.
Buiten Amsterdam was hij als aannemer betroken bij de verbouwing van Paleis Soestdijk (1815-1821) door Jan de Greef, op dat moment nog hofbouwmeester. Voorts verbouwde hij rond 1820 de 17de-eeuwse buitenplaats Schaep en Burgh in 's-Graveland; de neoclassicistische voorgevel met Ionische zuilenportiek gaat op deze ingreep terug.

## Publicaties van Johannes van Straaten
- Gronden en afbeeldingen van eenige gebouwen, en derzelver binnenwerken, volgens de nieuwste wijze (Haarlem 1812).
- De burgerlijke bouwkunde, of verhandeling over eenige gebouwen, derzelver gronden, doorsneden en gedeeltens, volgens de nieuwste wijze (Amsterdam 1814).
- De Vignola der ambachtslieden, of gemakkelijkste wijze om de vijf bouworders te teekenen (Amsterdam 1825; herdrukt 1835 en 1851). Vertaling van een werk van Charles Normand uit 1823.
- Afbeeldingen van antieke en moderne bouwkundige voorwerpen (Amsterdam 1828-1832).
- Verkorte leerwyze der afteekeningen van schaduwen in de bouwkunde (Amsterdam 1828). Vertaling van een werk van Charles Normand.
- Nieuwe verbeterde bouwkunde van A. Erzey: voorstellende onderscheide soorten van trappen (Amsterdam 1829).
- Afbeelding van de nieuw-gebouwde R.C. Kerk De Saijer te Amsterdam (Amsterdam 1837).